# Весняні грози
«Весняні грози» (рос. «Весенние грозы») — білоруський радянський художній фільм 1960 року режисера Миколи Фігуровського.

## Сюжет
Літо 1945.  Після фашистського полону Ольга повернулася в рідне місто і стала розшукувати чоловіка, з яким розлучилася на початку війни. Вона пішла працювати адміністратором в плавучий естрадний театр і незабаром стала співачкою. Вважаючи Ольгу давно загиблою, молодий вчений Віктор Бородін одружився вдруге. Спільно працюючи над науковим проектом, молода пара вважала себе щасливою до тих пір, поки Віктор знову не зустрів Ольгу...

## У ролях
- Маргарита Гладунко
- Євгенія Козирєва
- Дмитро Орлов
- Надир Малишевський
- Тамара Трушина
- Анатолій Адоскін
- Леонід Рахленко
- Юрій Сидоров
- Євген Карнаухов
- Володимир Свєтлов

## Творча група
- Сценарій: Микола Фігуровський
- Режисер: Микола Фігуровський
- Оператор: Володимир Окуліч
- Композитор: Володимир Оловников